# Budavári zsidó imaház
A budavári zsidó imaház egy zsinagóga Budapest I. kerületében a történelmi várnegyedben, a Táncsics Mihály utca 26. szám földszintjén, melyet eredetileg a XIV. század végén alakítottak ki, majd mintegy 700 év után, 2018. szeptember 6-án avatott újra az Egységes Magyarországi Izraelita Hitközség.

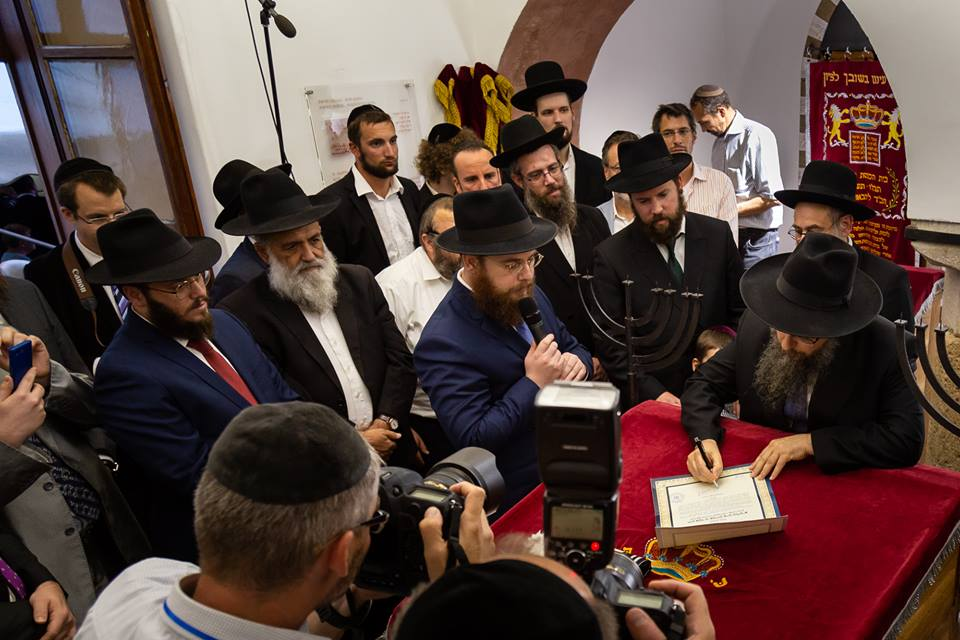
Faith Áser rabbi avatása a budavári imaházban

## A budavári zsidók középkori történetének vázlata

### Az első budavári zsidónegyed és zsinagóga
A Budavári Zsidónegyednek és zsinagógájának története a középkorba nyúlik vissza. Történelmi hátteréről fontos megemlíteni, hogy Buda városát a tatárok 1241-1242-es hadjárata után alapította IV. Béla király, ahová zsidók is beköltözhettek. A király 1251-ben kiadott kiváltságlevelében szabályozta a zsidók jogait és szabadságát. Ezek a rendelkezések az egész középkorban érvényben maradtak a Magyar Királyság területén. Az első budai zsidónegyed először 1360-ban szűnt meg I. Lajos vallási türelmetlenségéből fakadóan, de főképpen azért, mert szüksége volt a zsidók házaira, ezért elűzte őket. A kiűzetés viszont nem tartott sokáig, 1364-től a zsidók visszatérhettek Budára, de a régi negyedből már csak a zsinagógát használhatták. Az első zsidónegyedet Zsigmond király idején, 1420-ban számolták fel.

### A budavári zsidó imaház története
A feltárást követően, 1964-ben részlegesen restaurálták az imaházat, mely azt követően a Budapesti Történeti Múzeumhoz került és, mint kiállítóhely működött. 2018 őszétől a helyiség visszakapta eredeti funkcióját, vagyis újból az Isten-tiszteletek színtere lett, viszont megőrizte korábbi, információs-kulturális funkcióját, mely során a korábbi kiállítás is megújulhatott.

### A budavári imaház freskói

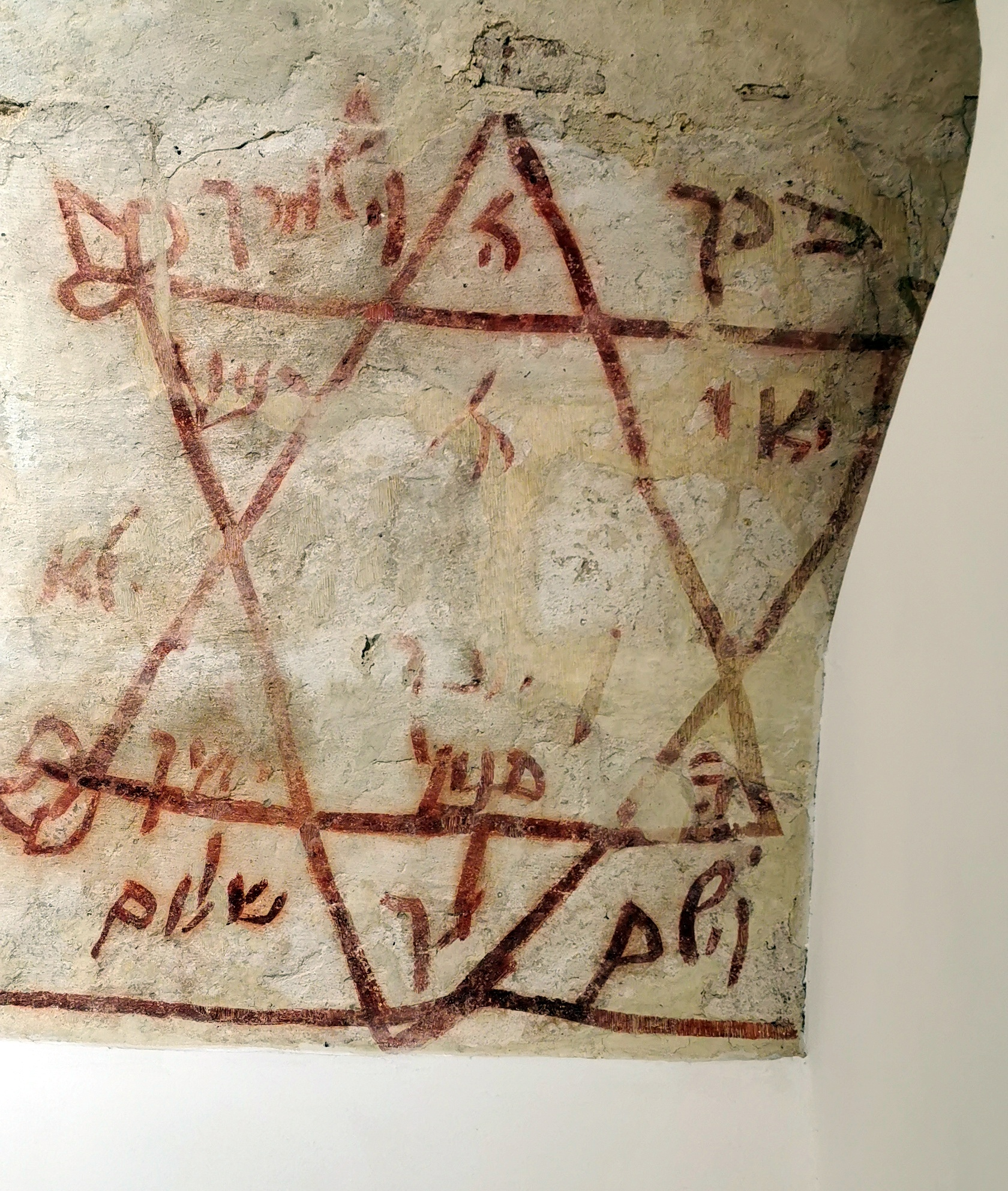
Dávid csillag papi áldással

Az imaházban két nagyobb freskót és több feltárt freskótöredéket láthatunk. A két nagyobb közül a bal oldalin egy kifeszített nyíl és benne Hanna imájának egy mondatát olvashatjuk, míg a jobb oldali Dávid-csillag alakú freskón egy tórai idézetet találunk, a papi áldást. Az idézetek magyarul így hangzanak:
Hanna imájának részlete: „Hősöknek íja megtörik, a gyengéket pedig erő övezi.” (1Sámuel, 2:4.)
Papi áldás: „Áldjon meg téged az Örökkévaló és őrizzen meg téged, világíttassa az Örökkévaló neked az ő színét: és könyörüljön rajtad, fordítsa feléd az Örökkévaló az ő színét és adjon neked békét.” (4Mózes, 6:24-26.)

### Az imaház reneszánsza
Közel 400 év után, 2018. szeptember 6-án, az 5779-edik zsidó újév előtt rendezett avatási ünnepséggel visszatért a vallási és közösségi élet a világ egyik legrégebbi  zsidó imaházának falai közé. A középkori imaterem Budavári zsinagógává avatásán a közel 1000 fős ünneplő közönség mellett részt vett Őexcellenciája David B. Cornstein, az Amerikai Egyesült Államok budapesti nagykövete és Áder János köztársasági elnök. Köszöntőt mondott Köves Slomó, az EMIH vezető rabbija. Az ünnepségen rabbivá avatták Faith Ásert, aki kinevezéséig a Vasvári Pál utcai zsinagóga másodrabbijaként szolgálta a zsidó közösséget. A Tóratekercs szertartásos befejezését követően Oberlander Báruch rabbi, a Budapesti Ortodox Rabbinátus vezetője, egyben Faith rabbi mestere jókívánságát fejezte ki tanítványának, többek között azt mondta, hogy eddig fiatalember volt, innentől kezdve azonban a zsidó nép egyik vezetője lesz, ami óriási felelősség.